# Benjamin Keach

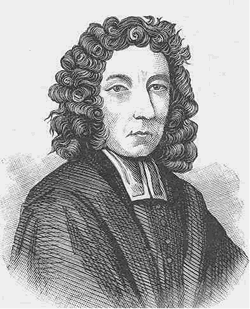
Benjamim Keach

Benjamin Keach (Buckinghamshire, Inglaterra, 29 de fevereiro de 1640 — 18 de julho de 1704) foi um pastor Batista em Londres.
Keach trabalhou como alfaiate durante seus primeiros anos. Ele foi batizado com 15 anos de idade e começou a pregar aos 18 anos. Ele era o ministro da congregação em Winslow antes de se mudar em 1668 para a igreja no Horse-lie-down, Southwark, onde permaneceu por 36 anos como pastor (1668-1704). Esta congregação mais tarde tornou-se a New Park Street e depois mudou-se para o Tabernáculo Metropolitano sob o pastorado de Charles Haddon Spurgeon. Foi como representante desta igreja que Keach foi para o 1689 da Assembleia Geral e subscritas de 1689 a confissão de fé Batista em Londres. Keach foi um dos sete homens que enviou o convite para a Assembléia Geral em 1689. A assinatura da confissão não era favorável mudo doutrinária sobre a parte da igreja, no mesmo ano, eles firmaram um pacto solene que refletia, ao nível prático e congregacional, algumas das doutrinas da confissão. Houve uma separação da Horse-lie-down em 1673 e da Old Kent Road congregação foi formada. Spurgeon posteriormente republicados a 1689 Londres Confissão Batista de Fé para uso na congregação. 
Keach escreveu 43 obras, das quais o seu "Parábolas e Metáforas da Escritura" pode ser o mais conhecido. Ele escreveu uma obra intitulada "Instrutor da Criança", que imediatamente o levou sob perseguição e ele foi multado e denunciadas em 1664. Ele é atribuído com a escrita de um catecismo vulgarmente conhecido como "Catecismo de Keach's", embora seja mais provável que o original foi compilado por William Collins. Keach também é conhecido por ter promovido a introdução de cantar hinos nas igrejas batistas. 
Em resumo, Pastor Batista do século XVII, nascido em Buckinghamshire, Inglaterra, Benjamin Keach (1640 – 1704) desde muito jovem apresentou qualidades de um presbítero aprovado, tendo servido a Cristo, desde sua conversão, em igrejas Batistas Gerais. Ao mudar-se para Londres com sua família, influenciado por teólogos como William Kiffin e Hanserd Knollys, Benjamin Keach abraçou a soteriologia reformada. Ao longo de sua caminhada ministerial, argumentou com sucesso a favor do cântico de hinos no culto congregacional, compondo cerca de 500 hinos congregacionais, além de ter escrito mais de 40 obras, o que inclui um primoroso tratado sobre o Pacto da Graça na Teologia da Aliança e talvez o catecismo Batista mais amplamente utilizado. Já como um Batista Particular, Keach foi um dos signatários da 2ª Confissão de Fé Batista de Londres em 1689 e fundou a igreja em New Park Street, futuramente pastoreada por John Gill, e mais à frente por Charles Spurgeon. Benjamin Keach, ao lado de outros teólogos Batistas de sua época, como John Bunyan, Nehemiah Coxe, William Kiffin e Hanserd Knollys, trouxe grande contribuição teológica e pastoral para os Batistas Reformados até os dias atuais. 